# ВИП Секюрити
„ВИП Секюрити“ ЕООД е българско охранително предприятие със седалище в София.
След поредица от поглъщания на по-малки предприятия, към 2015 година то е второто по големина в сектора след „СОТ 161“. Собственост е на холдинга „Ес Груп Интернешънъл“, който от своя страна се притежава с равни дялове от Атанас Симеонов и Нели Симеонова. През 2017 година „ВИП Секюрити“ има обем на продажбите от 74,5 млн. лева и около 4 500 служители. Компанията заема лидерски пазарни позиции в предлагането на услуги за корпоративни структури, финансови услуги за сигурност, лична охрана, масови мероприятия, мониторинг и контрол, и СОТ охрана.

## История
„ВИП Секюрити“ е основана на 8 февруари 1999 г. от Трифон Симеонов, бивш офицер от Управление „Безопасност и охрана“ на Държавна сигурност, и неговия син Атанас Симеонов. Тогава е издаден и национален лиценз за предлагане на услуги за сигурност. През 2001 г. Компанията стартира дейността „Охрана на ценни пратки и товари“.
От 2005 г. ВИП Секюрити обслужва своите клиенти и извън територията на България, а през 2006 г. компанията отбелязва почти двоен ръст в оборота си.
През 2007 г. ВИП Секюрити е избрана от „УниКредит Булбанк“ за купувач на 100% от акциите на дъщерното дружество „Оптима Файненшъл Сървисиз“. Това е първата успешна голяма сделка за придобиване в сектора „Сигурност“ в България. С тази сделка Компанията за услуги за сигурност става лидер и на пазара на кешовите услуги със значително присъствие в сектора „Охрана на ценни пратки и товари“. През същата година ВИП Секюрити осъществява най-голямата сделка в България по закупуването на 20 бронирани автомобила на обща стойност 1 000 000 евро.
На 3 юли 2008 г. ВИП Секюрити осигурява транспорта и охраната на чудодейните икони на Света Богородица от Бачковския, Троянския и Рилския манастири и се грижи за сигурността на хиляди хора по време на концерта в подкрепа на българските медици в Либия.
През 2011 г. към VIP Security се присъединява и специализираната в мониторинг и физическа охрана компания 3S СОТ. По този начин двете компании се превръща в най-голямата група за услуги за сигурност на българския пазар.
През 2012 г. ВИП Секюрити става част от консорциума „Винетни стикери 12 – 17“ заедно с „Български пощи“ ЕАД, който е основният дистрибутор на винетки на територията на България до 2017 година.
На 12 април 2012 г. ВИП Секюрити осигури транспортирането на Панагюрско съкровище от Националния исторически музей в София до Историческия музей в Панагюрище.
От 2014 г. ВИП Секюрити вече се грижи за сигурността на „Мини Марица-изток“, Нова телевизия, The Mall, София Ринг Мол, H&M, ИКЕА, Индитекс и др.
Компанията за услуги за сигурност пое от 1 април 2015 г. охраната на имуществото и транспортирането на ценни пратки и пощенски товари на „Български пощи“ ЕАД.
През 2017 г. към ВИП Секюрити се присъединява G4S България. G4S е една от най-големите световни компании за инкасо услуги. С придобиването на българското ѝ представителство ВИП Секюрити затвърждава позицията си на лидер в този сектор в България. 

## Съвременно развитие
ВИП Секюрити е една от компаниите в сектора „Сигурност“, която стратегически инвестира значителен ресурс в повишаване на качеството на своите услуги, чрез внедряването на иновации – нови технологии, регулярно обновяване на автопарка, прилагане на световни практики с доказана ефективност и др.
VIP Security е лидер в областта на охраната на ценни пратки и товари в България и един от лидерите в бранша с близо 4000 служители, близо 600 автомобила и 40 офиса в цялата страна и с над 50 000 клиента. Компанията се доказва като лоялен партньор в работата си ежедневно и е сред най-търсените работодатели в бранша.
VIP Секюрити притежава най-голямото териториално покритие в сектора „Сигурност“ в България. Компанията осъществява охранителна дейност в над 970 населени места в страната чрез съвременна централизираната система за техническа охрана. Това дава възможност за предоставяне на услугите на над 80% от населението на страната.
Служителите се подбират след серия от интервюта, тестове за интелигентност, полиграфски изследвания с т.нар. детектор на лъжата, включително за лоялност към компанията, събеседване с психолог, както и психологически тестове.

## Услуги, предлагани от ВИП Секюрити
Компанията разполага с технически и човешки ресурс, за да предложи национално покритие на целия спектър от услуги в сектор „Сигурност“ – физическа охрана, инкасо и мониторинг.[източник? (Поискан днес)]

### Охранителни услуги
Охранителните услуги на VIP Security се извършват от служители, специално обучавани да реагират адекватно във всяка ситуация. 24-часовият контрол на работата и високият застрахователен лимит на отговорност при изпълняване на задълженията на охраната са още едно допълнение за качеството на услугата и професионализма. Звеното за лична охрана е другата гордост на компанията. На професионализма им се доверяват множество известни холивудски актриси, сред които Хилари Суонк и Скарлет Йохансон.
- Физическа охрана на обекти
- Лична охрана
- Охрана на събития
- Охрана с рецепционисти[източник? (Поискан днес)]

### Финансови услуги за сигурност
Лидер в сферата на финансовите услуги за сигурност (Кеш мениджмънт), VIP Security се утвърди в сектора с безкомпромисно качество на работата си. Основната ни задача е осигуряването на максимално ефективно обслужване на банкови и ритейл клиенти, за което Компанията разполага със собствени касови центрове в цялата страна и транспортно-логистичните ѝ системи са ориентирани най-вече в управлението, обработката и преброяването на парични знаци и потоци. Тази услуга се осъществява при стриктно спазване на изискванията на БНБ.
- Транспорт и охрана на ценни пратки и товари (Инкасо)
- Обработка на парични знаци и ценни книги
- Заверка на инкасирани и обработени парични наличности по сметка на клиента в ТБ
- Цялостно обслужване на АТМ устройствата
- Мониторинг, анализ и управление на парични наличности (кеш мениджмънт)
- Международен транспорт и логистика на пари и ценности

### Мониторинг и контрол
VIP Security има изградена и ефективно действаща система за мониторинг и контрол чрез специално оборудван център за приемане на сигнали и реагиращи мобилни екипи. Всички действия в системата – регистрирането на обект, отчитане на получените сигнали, изпращане на реагиращ екип – стават в реално време и се изпълняват автоматично от под контрола на денонощни оператори.
- Мониторинг и контрол на охранявани обекти в специализиран мониторинг център
- Реакция 24/7/365
- Съдействие и контрол с мобилни екипи
- Охрана на ключове
- Мониторинг и контрол на автомобилни паркове и движими активи
- Охрана на физически лица и съдействие

### Електронни системи за сигурност – Националната СОД услуга
VIP Security разполага с екип от професионалисти, които работят за точното дефиниране на проблемите и нуждите на клиента. Компанията поема целия процес на консултиране и изграждане на ефективни индивидуални решения и възможност за последваща поддръжка на пълната функционалност на системите.
- Проектиране на ЕСС
- Инсталиране на ЕСС
- Поддръжка на ЕСС
- Продажба на ЕСС и съоръжения за физическа защита

### Консултантски услуги и обучение
VIP Security предлага консултантски услуги, които обхващат всички аспекти на охраната и сигурността. Консултантската дейност се извършва при изключително ниво на конфиденциалност.
Професионалният център за обучение на охранители на VIP Security осигурява задължителното по закон първоначално обучение, а също и специализирана подготовка на професионалисти, работещи в сферата на сигурността.
Компанията за услуги за сигурност е изключителен представител за България на най-авторитетната институция за обучение на телохранители в света – Международната бодигард асоциация (IBA), създадена през 1957 година.
- Одити и оценки на риска
- Пожарна и аварийна безопасност
- Психологически и полиграфски тестове
- Защита на данни и информация
- Обучение на звена за самоохрана и персонална охрана
- Обучение на персонала за реакции при критични ситуации
- Сигурност на персонала

Освен на българския пазар, ВИП Секюрити предлага услуги и на територията на Европа и САЩ.

## Организации, в които ВИП Секюрити членува
- Националната асоциация на фирмите за търговска сигурност и охрана (НАФТСО)
- Европейската асоциация за сигурност по транспорта (ESTA)
- Британския стандартизационен институт (BSI)
- Българска търговско-промишлена палата (БТПП)
- Българската стопанска камара (БСК)
- Конфедерацията на работодателите и индустриалците в България (КРИБ)
- Българо-британската търговска камара (BBCC)
- Гръцко-българската търговска камара (H.B.C.B)